# Obwód chersoński
Obwód chersoński (ukr. Херсонська область) – jeden z 24 obwodów Ukrainy ze stolicą w Chersoniu. Leży w południowej części Ukrainy, nad Dnieprem, na Nizinie Czarnomorskiej. Od 2 marca 2022 obwód jest częściowo okupowany przez siły Federacji Rosyjskiej, która ogłosiła jego aneksję, nieuznawaną międzynarodowo.
Obwód na północnym zachodzie graniczy z obwodem mikołajowskim, na północy z dniepropietrowskim, na wschodzie z zaporoskim, a na południu z Autonomiczną Republiką Krymu.

## Podział administracyjny:
Obwód dzieli się na 5 rejonów:
1. berysławski
2. chersoński
3. geniczeski
4. kachowski
5. skadowski

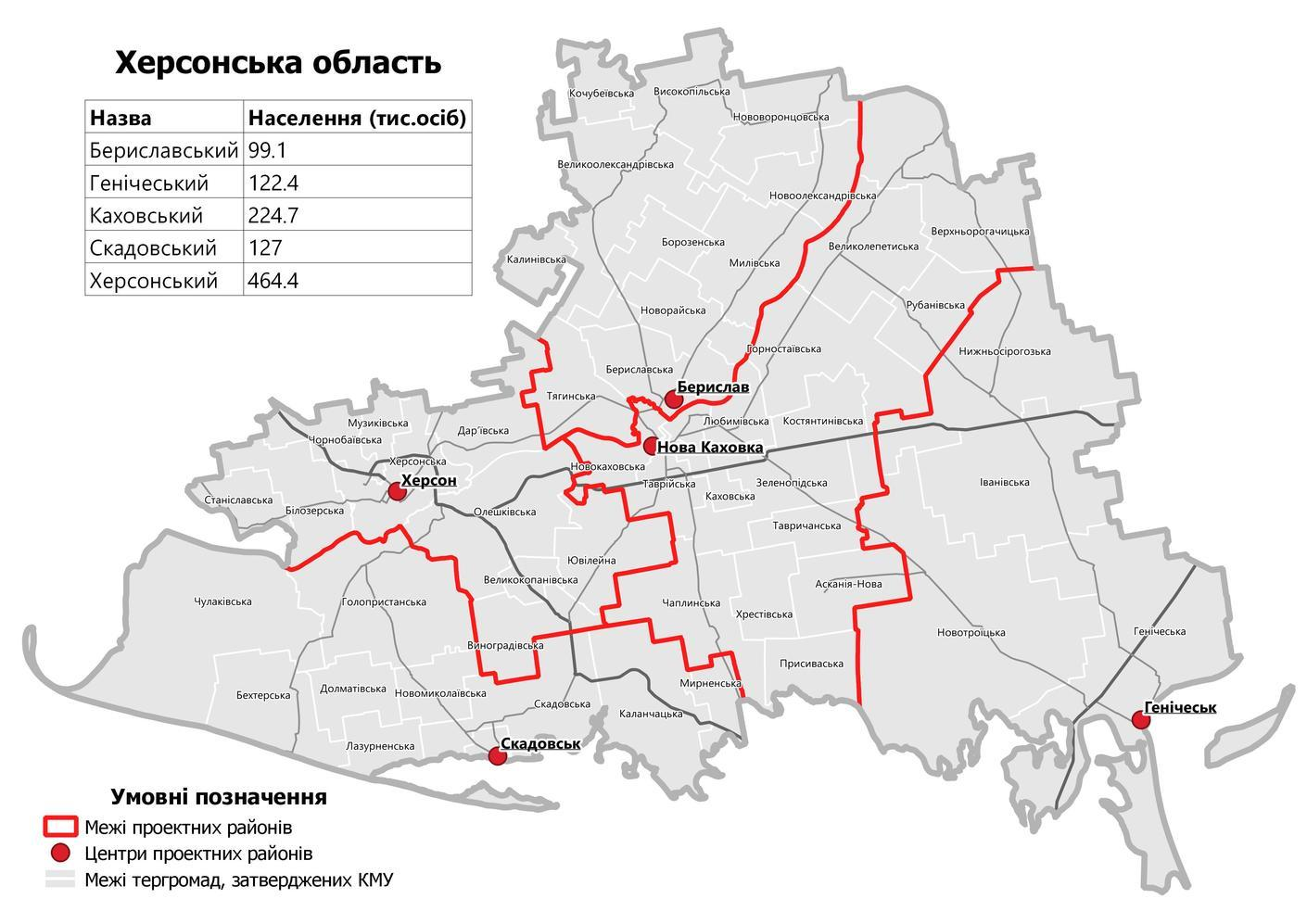
Rejony od 2020 roku

Rejony do 2020 roku

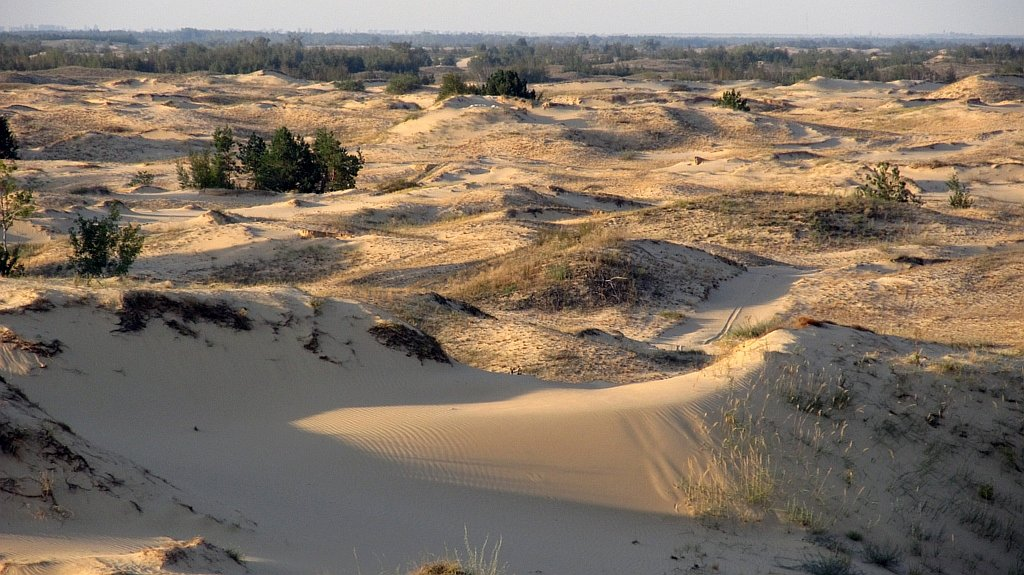
Największa pustynia w Europie – „Piaski Oleszkowskie”

Do 19 lipca 2020 roku obwód dzielił się na rejony:
- oleszkowski
- berysławski
- biłozerski
- czapliński
- geniczeski
- hołoprystański
- hornostajiwski
- iwaniwski
- kałanczacki
- kachowski
- nyżniosirohozki
- nowoworoncowski
- nowotroicki
- skadowski
- wełykołepetyski
- wełykoołeksandriwski
- werchnorohaczycki
- wysokopilski

oraz miasta wydzielone: Chersoń, Kachowka i Nowa Kachowka.

## Geografia
Obwód chersoński położony jest na Nizinie Czarnomorskiej nad dolnym odcinkiem Dniepru przy jego ujściu do Morza Czarnego, u nasady półwyspu Krym. Graniczy z obwodami: mikołajowskim, dniepropietrowskim, zaporoskim i Republiką Autonomiczną Krymu oraz z Morzem Czarnym i Morzem Azowskim. Na terenie obwodu znajduje się Zbiornik Kachowski na Dnieprze, stepowy rezerwat Askania Nowa i częściowo zalesiony, rozległy półpustynny obszar zwany Dolnodnieprowskie Piaski.

## Ludność
Według ukraińskiego spisu powszechnego 1 stycznia 2021 roku obwód liczył 1 016 707 mieszkańców. W tym 624 661 w to ludność miejska, 392 046 – mieszkańcy wsi.
Skład narodowościowy obwodu w 2001 roku:

1. Ukraińcy: 82,0%
2. Rosjanie: 14,1%
3. Białorusini: 0,7%
4. Tatarzy: 0,5%
5. Ormianie: 0,4%
6. Mołdawianie: 0,4%

## Historia
Obwód utworzono 30 marca 1944 z połączenia części obwodów mikołajowskiego i zaporoskiego. W latach 1802–1921 istniała gubernia chersońska z siedzibą w Chersoniu.
W początkowej fazie inwazji Rosji na Ukrainę, począwszy od 24 lutego 2022 cały obwód wraz z Chersoniem został zajęty przez wojska rosyjskie i znalazł się pod okupacją. 30 września prezydent Rosji Władimir Putin, po przeprowadzonym w warunkach okupacji głosowaniu, ogłosił włączenie do Rosji obwodu chersońskiego, co zostało nieuznane przez społeczność międzynarodową. Po wyparciu wojsk rosyjskich z Chersonia, od 12 listopada 2022 rosyjską siedzibą władz obwodu został ogłoszony Geniczesk.

## Miasta
Największe miasta obwodu według danych z 2016 roku:
|    | Miasto        | Populacja | Rejon             |
| -- | ------------- | --------- | ----------------- |
| 1. | Chersoń       | 294 941   | Rejon chersoński  |
| 2. | Nowa Kachowka | 46 906    | Rejon kachowski   |
| 3. | Kachowka      | 36 944    | Rejon kachowski   |
| 4. | Oleszki       | 24 978    | Rejon chersoński  |
| 5. | Geniczesk     | 19 983    | Rejon geniczeski  |
| 6. | Skadowsk      | 18 637    | Rejon skadowski   |
| 7. | Hoła Prystań  | 14 658    | Rejon skadowski   |
| 8. | Berysław      | 12 828    | Rejon berysławski |
| 9. | Tawrijśk      | 10 850    | Rejon kachowski   |

## Zabytki
- Zabytki Chersonia z XVIII-XIX w., m.in.: Arsenał, cerkiew grecka Mądrości Bożej, Bramy Oczakowska i Moskiewska, sobór św. Katarzyny, sobór Zaśnięcia Matki Bożej, sobór św. Ducha
- Cerkiew Ofiarowania Matki Bożej w Berysławiu z XVIII w.
- Dawne szwedzkie kościoły protestanckie w Staroszwedzkiem z 1885 r. i w Zmijiwce z 1886 r.

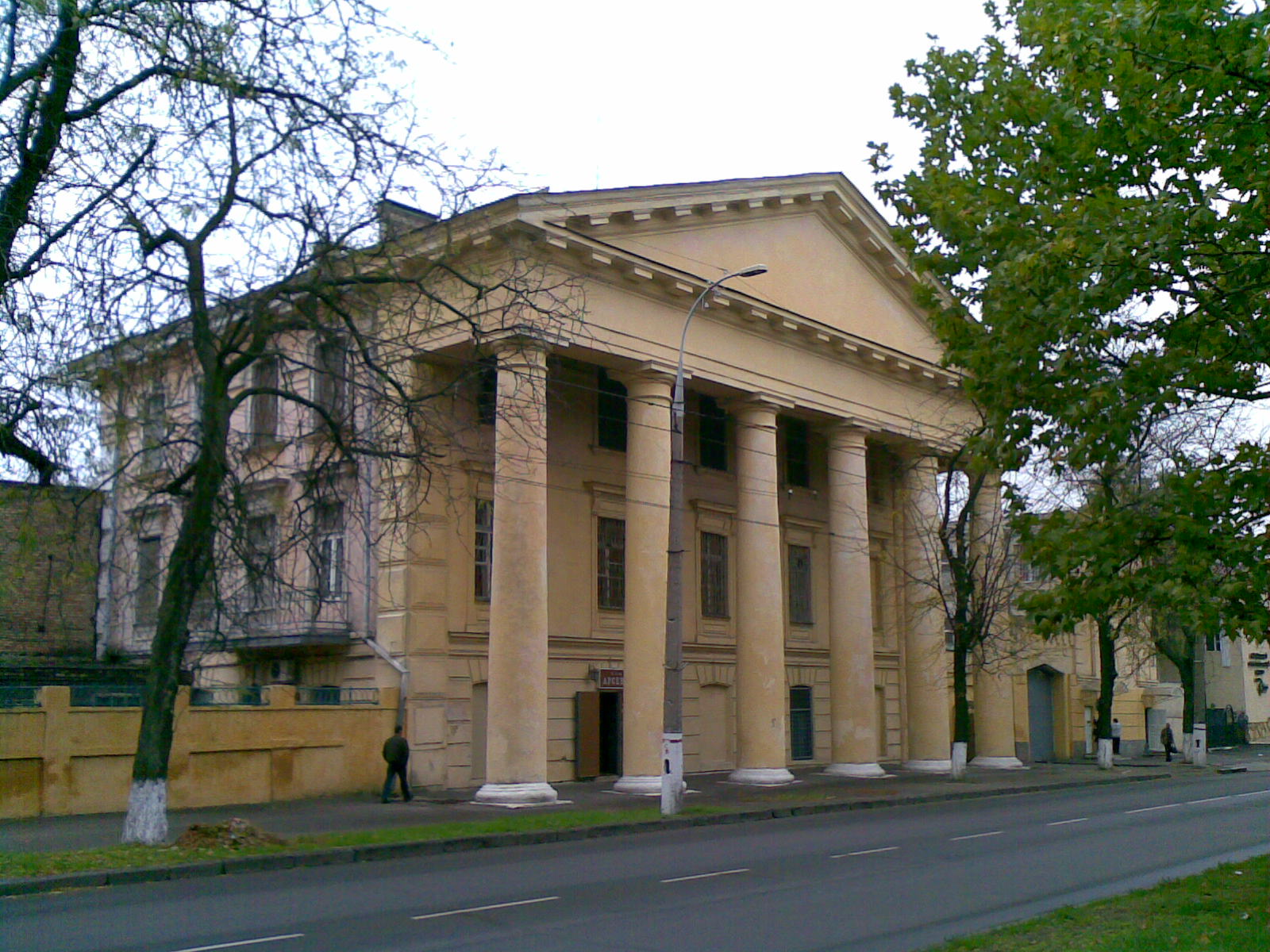
Arsenał w Chersoniu
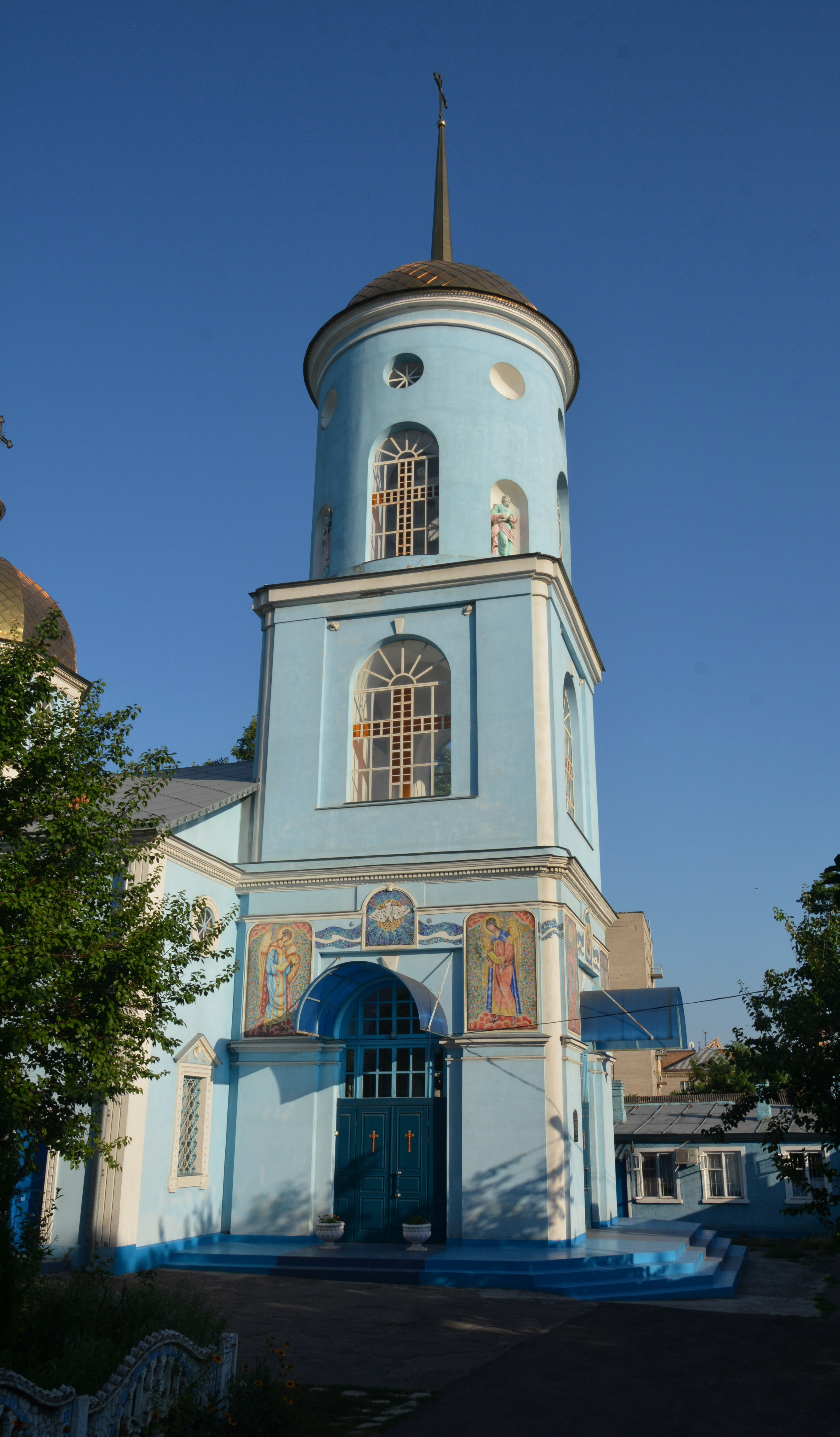
Cerkiew grecka w Chersoniu
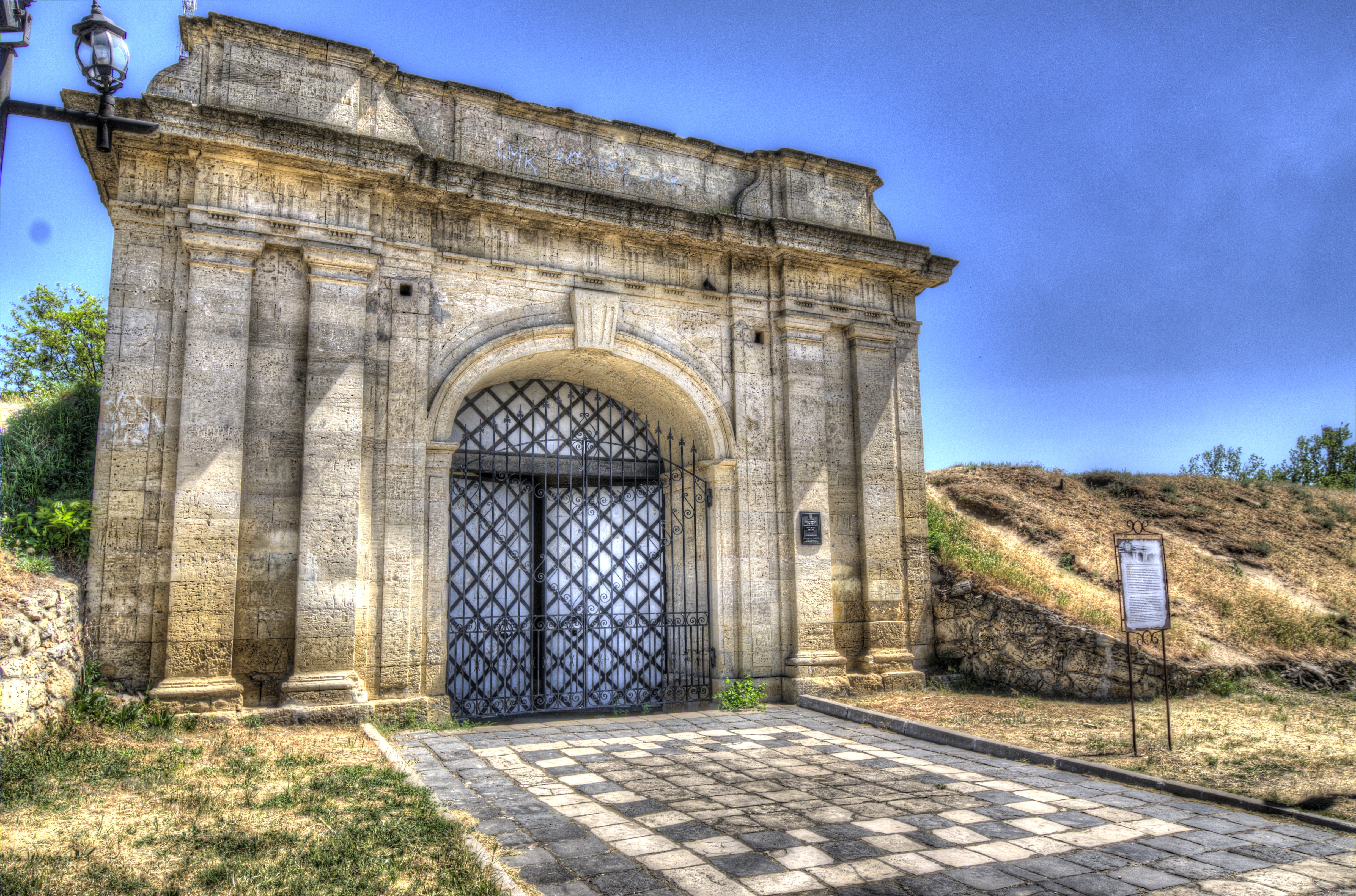
Brama Oczakowska w Chersoniu
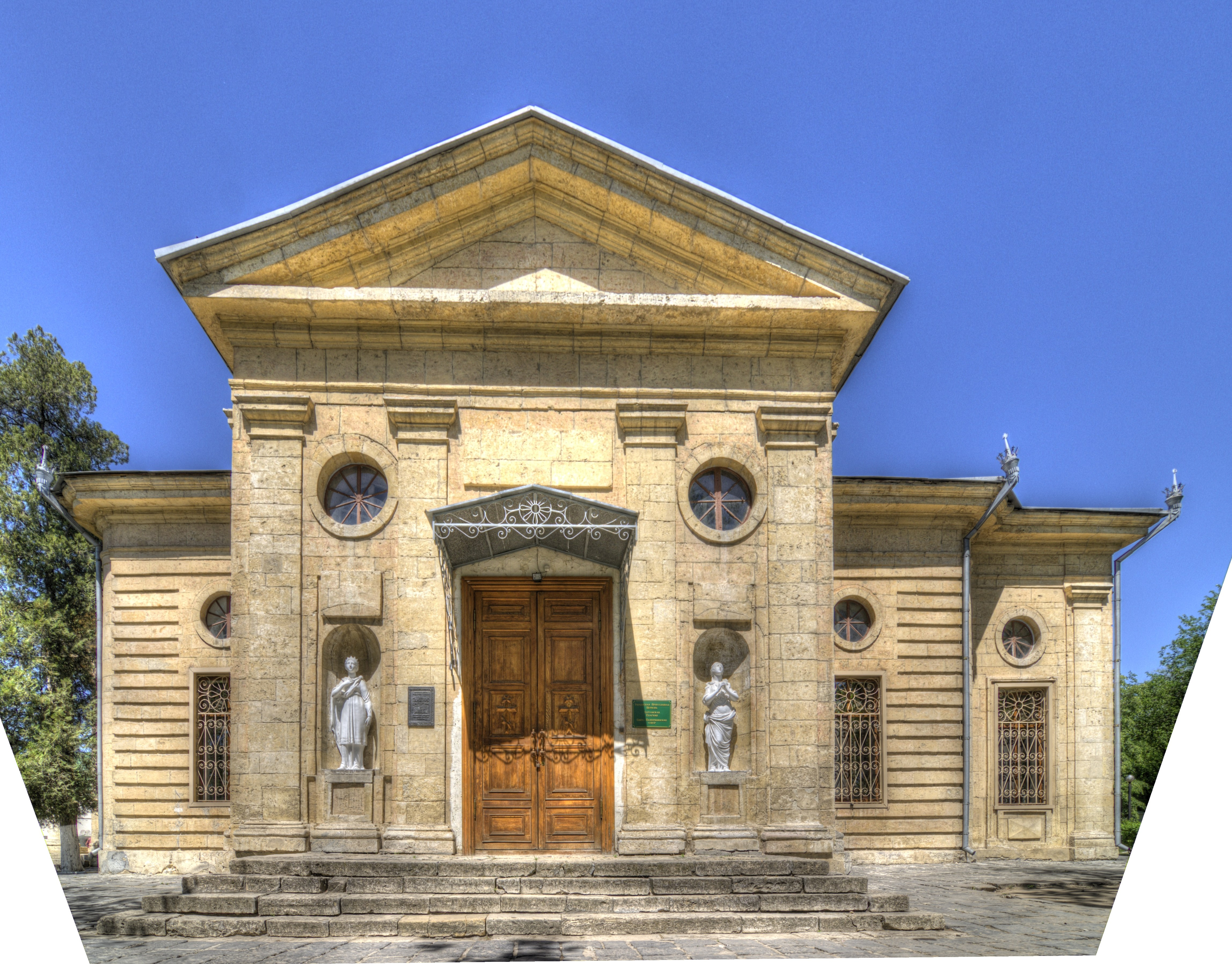
Sobór św. Katarzyny w Chersoniu
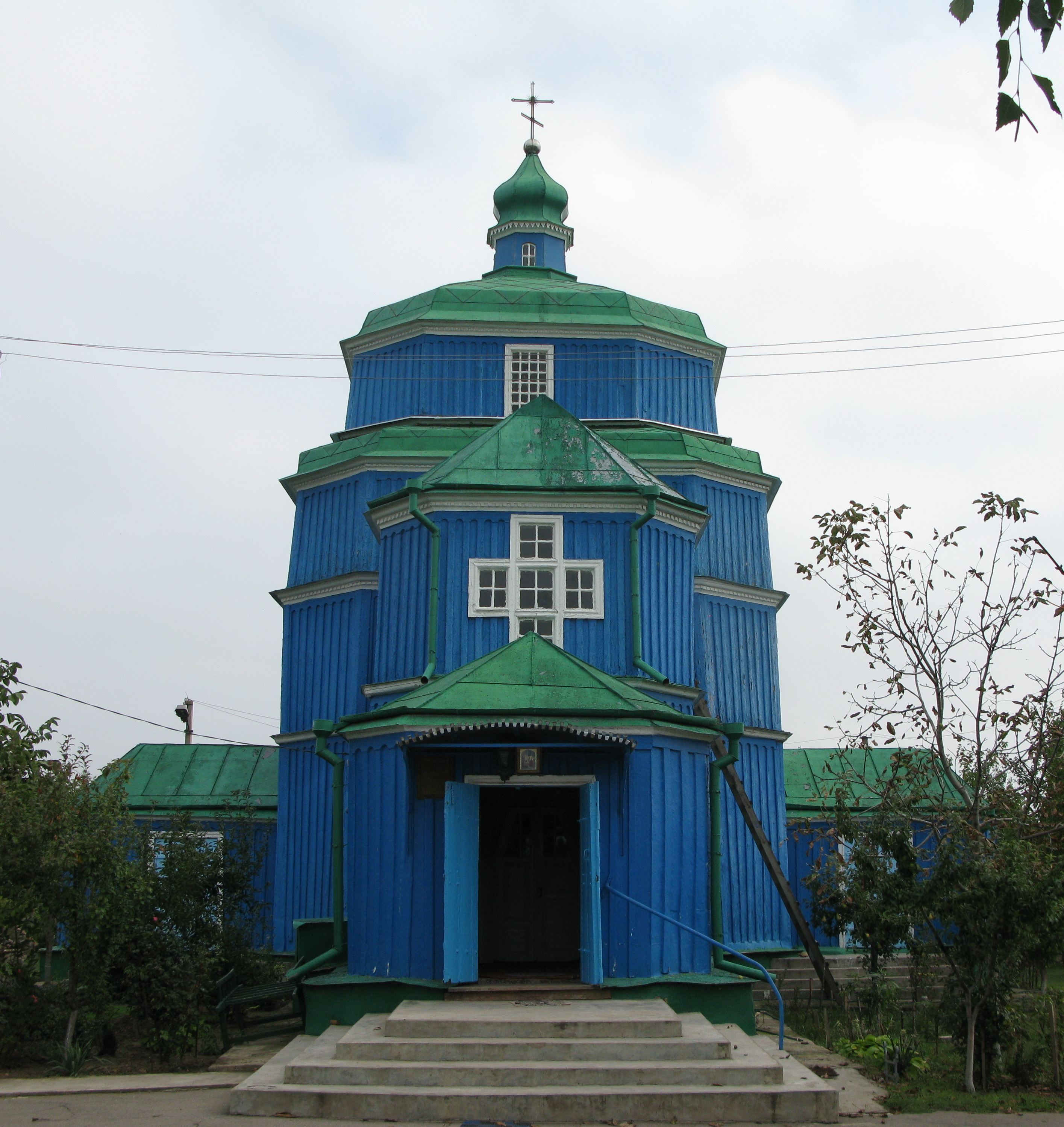
Cerkiew Ofiarowania Matki Bożej w Berysławiu
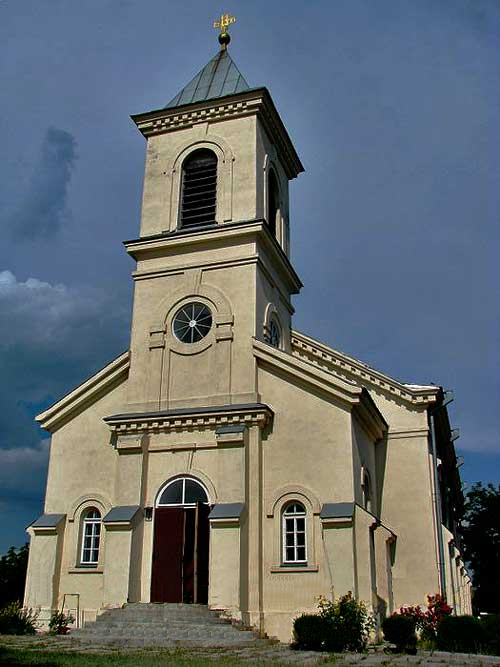
Kościół szwedzki w Zmijiwce